# アラバマ・ソング
「アラバマ・ソング」 (Alabama Song) は、ベルトルト・ブレヒトによって書かれた詩である。1925年にブレヒトと親しいエリーザベト・ハウプトマンが英語に訳したものが、1927年に出版された詩集『家庭用説教集』に掲載され、同年にクルト・ヴァイルが演劇『小マハゴニー』のために作曲を手がけた。1930年のオペラ『マハゴニー市の興亡』でも使用されたほか、ドアーズやデヴィッド・ボウイらによってカバーされた。

## オリジナル・バージョン
「アラバマ・ソング」は、元々ドイツ語の詩として描かれた作品で、1925年に作家のベルトルト・ブレヒトのためにブレヒトの親しい協力者であるエリーザベト・ハウプトマンが英訳したものが、マルティン・ルターの説教集のパロディであるブレヒトの『家庭用説教集』（1927年）に掲載された。1927年にクルト・ヴァイルが『小マハゴニー』のために作曲を手がけ、この楽曲は1930年に上演された『マハゴニー市の興亡』でも使用された。
ヴァイルの妻である女優のロッテ・レーニャが、1927年に上演された『小マハゴニー』でジェシー役として披露。1930年2月24日にホモコードのためにレコーディングが行われた。同年にウルトラフォンのために再録音され、1930年にライプツィヒでの『マハゴニー市の興亡』の初演に合わせて発売されたが、同公演にはレーニャは出演していない。レーニャは生涯にわたって本作を演奏し続け、1955年には『Lotte Lenya Sings Kurt Weill (Lotte Lenya sigt Kurt Weill)』（アメリカでは『Berlin Theater Songs』）というアルバムを発売している。

## ドアーズによるカバー
1966年にロックバンドのドアーズによって録音され、タイトルが「Alabama Song (Whisky Bar)」に変更されている。ドラマーのジョン・デンズモアとギタリストのロビー・クリーガーによると、本作のカバーはキーボーディストのレイ・マンザレクの提案によるもので、他のメンバーがメロディに不満を持ったことから変更を加えたとのこと。レコーディングにおいて、マンザレクはオルガンとキーボード・ベースに加えて、マーキソフォンも演奏している。
ドアーズによるカバー・バージョンは、カーニバルからの影響のほか、アヴァンギャルド、スカ、サイケデリアを融合した音楽スタイルとなっている。リード・シンガーであるジム・モリソンは、2番のヴァースの「Show us the way to the next pretty boy」というフレーズを「Show me the way to the next little girl」に変えているが、1967年に発売された『Live at the Matrix』に収録されているライブ音源では原曲と同じく「next pretty boy」と歌っている。

### 演奏
※出典
- ジム・モリソン - リード・ボーカル
- ロビー・クリーガー - ギター、バッキング・ボーカル
- レイ・マンザレク - オルガン、キーボード・ベース（英語版）、 マーキソフォン（英語版）、バッキング・ボーカル
- ジョン・デンズモア - ドラムス、バッキング・ボーカル
- ポール・A・ロスチャイルド - バッキング・ボーカル

## デヴィッド・ボウイによるカバー
デヴィッド・ボウイは、かねてよりブレヒトを敬愛しており、1978年の『アイソラーII・ツアー』のセットリストに本作を加えて演奏していた。ツアー終了後の1978年7月2日にロンドンにあるGood Earth Studioで本作のレコーディングが行なわれ、1980年2月15日にRCAレコードからシングル盤として発売された。
型破りとも言える転調により、音楽ジャーナリストのロイ・カーは「運よく流れたラジオ番組を混乱させるために作られたような曲」と述べている。シングル盤のB面には「スペイス・オディティ」のアコースティックバージョンが収録された。シングル盤は、全英シングルチャートで最高位23位を獲得。
2020年には40周年を記念した7インチ・ピクチャー・ディスクが発売され、AA面には1978年7月18日の『アイソーラーII・ツアー』のアールズ・コート公演のサウンドチェック時に録音された「ライオンのジョー」と、同公演での「アラバマ・ソング」のライブ音源が収録された。
ボウイによるカバー・バージョンは、後に『ザ・シングルス・コレクション』（1993年）や『ザ・ベスト・オブ・デヴィッド・ボウイ 1980/1987』（2007年）などのベスト・アルバムにも収録された。1980年初頭に日本限定で発売されたシングル盤『クリスタル・ジャパン』にも収録され、1992年に再発売された『スケアリー・モンスターズ』にボーナス・トラックとして収録された。
ライブでは前述の『アイソーラーII・ツアー』のほかにも、1990年の『サウンド+ヴィジョン・ツアー』や、2002年の『ヒーザン・ツアー』でも演奏された。

## その他のアーティストによるカバー
- ダリダ - 1980年にカバー[30]。ヴァースの「Show me the way to the next petit dollar」というフレーズを「For if we don't find the next petit dollar」に変更している[31]。
- ニーナ・シモン - 1984年にカバー[30]。
- 柳原幼一郎 - 1995年に発売されたアルバム『ドライブ・スルー・アメリカ』に収録。柳原自身が手がけた日本語詞でのカバー[32]。
- レスリー・ギャレット（英語版） - 2002年に発売されたアルバム『Travelling Light』に収録[33]。
- マリリン・マンソン - 2003年にカバー[30]。
- オルケスタ・リブレ - 2012年に発売されたアルバム『うたのかたち〜UTA NO KA・TA・CHI』に収録[34]。